# Francine Gálvez Djouma
Francine Gálvez Djouma (Nkongsamba, Camerun, 13 de setembre de 1966) és una periodista i presentadora espanyola.

## Biografia
És filla de mare camerunesa i pare espanyol, evangelitzador en aquest país. Va créixer en el municipi de Lopera, a Jaén. El 1989 es va llicenciar en periodisme a la Universitat Complutense de Madrid. Va realitzar a Nova York un màster en televisió.
Després d'acabar la carrera va obtenir una beca per treballar a Televisió Espanyola. El juny de 1989 es va incorporar als serveis informatius de La 2. Una vegada finalitzada la seva beca, va ser contractada per la cadena i es va incorporar al programa matinal Buenos días. Poc després, l'abril de 1990, va començar a presentar l'edició de cap de setmana del Telediario i va ser la primera persona negra a Espanya que exercia aquesta funció. Va compartir plató primer amb Mari Pau Domínguez i després amb Ana Blanco. Es va mantenir en el lloc fins a 1991.
La seva primera oportunitat fora de l'àrea d'informatius li va arribar l'abril de 1992, quan va presentar per a Televisió Espanyola la gala d'inauguració d'Eurodisney, al costat de Ricard Fernàndez Deu. L'octubre de l'any 1992 va participar en la pel·lícula Supernova, fent el mateix paper com a presentadora d'informatius. Un any després va presentar el programa destinat al públic juvenil Oxígeno.
De 1997 a 2000 va ser reportera del programa Madrid Directo de Telemadrid. La temporada 1999-2000, va presentar a Telemadrid al costat de Víctor Sandoval el programa sobre actualitat social Mamma mía. El 2000 va conduir a Telemadrid també amb Víctor Sandoval el magazín setmanal Macumba TeVe.
El 2001 va fitxar per Antena 3, on va presentar Noche y día amb Isabel Gemio; Rumore, rumore (2001) amb Jorge Javier Vázquez i el programa de telerealitat Confianza Ciega (2002). De tornada a TVE, es va fer càrrec de l'espai sobre causes solidàries Voluntarios (2004) i el concurs divulgatiu i cultural Palabra por palabra (La 2, entre 2005 i 2011). Va dirigir la revista Emisiones TV.
L'estiu de 2007 va presentar, també amb Víctor Sandoval, el programa Aquí hay tomate a Telecinco. Entre setembre de 2008 i juny de 2010 va col·laborar en El programa de Ana Rosa, de Telecinco, i la temporada 2012-2013 va conduir l'espai Date un capricho a Chello Multicanal. Des de 2011 és directora de PromusicTV Audiovisual. El 2015 va passar a ser una de les tertulianes del programa de La 1 Amigas y conocidas i va presentar el programa de telerealitat Mi gran boda en Las Vegas a Telemadrid. El 2016 va presentar a Telemadrid, de nou amb Víctor Sandoval, Mamma mia Superkaraoke, programa amb el qual la cadena va donar la benvinguda a l'any nou.
El 2018 va tornar a La 2 amb Tribus viajeras, un programa de viatges en què acompanyava turistes de diferents perfils en diferents localitzacions al voltant del món i també per Espanya.